# Lewisham (DLR)
Pour les articles homonymes, voir Lewisham (homonymie).
Lewisham (en anglais : Lewisham DLR Station), est une station terminus de la branche sud de la ligne de métro léger automatique Docklands Light Railway (DLR), en zones 2 et 3 Travelcard. Elle donne sur la Loampit Vale, à Lewisham, dans le borough londonien de Lewisham sur le territoire du Grand Londres.
Elle permet des correspondances avec les trains qui desservent la gare de Lewisham.

## Situation sur le réseau

Plan de la ligne du métro léger DLR.

Située en surface, Lewisham est la station terminus de la branche sud de la ligne de métro léger Docklands Light Railway, établie après la station Elverson Road, au nord,. Elle est en zone 2 et 3 Travelcard.
La station dispose de deux voies qui encadrent un quai central. En amont un dispositif d'appareils de voies permet le passage des rames d'une voie à l'autre.

## Services aux voyageurs

### Accès et accueil
Donnant sur la Loampit Vale, la station est accessible aux personnes à la mobilité réduite.

### Desserte
Lewisham, station terminus, est desservie par les rames des relations Stratford -  Lewisham aux heures de pointe, et Bank - Lewisham,.

Installations et desserte
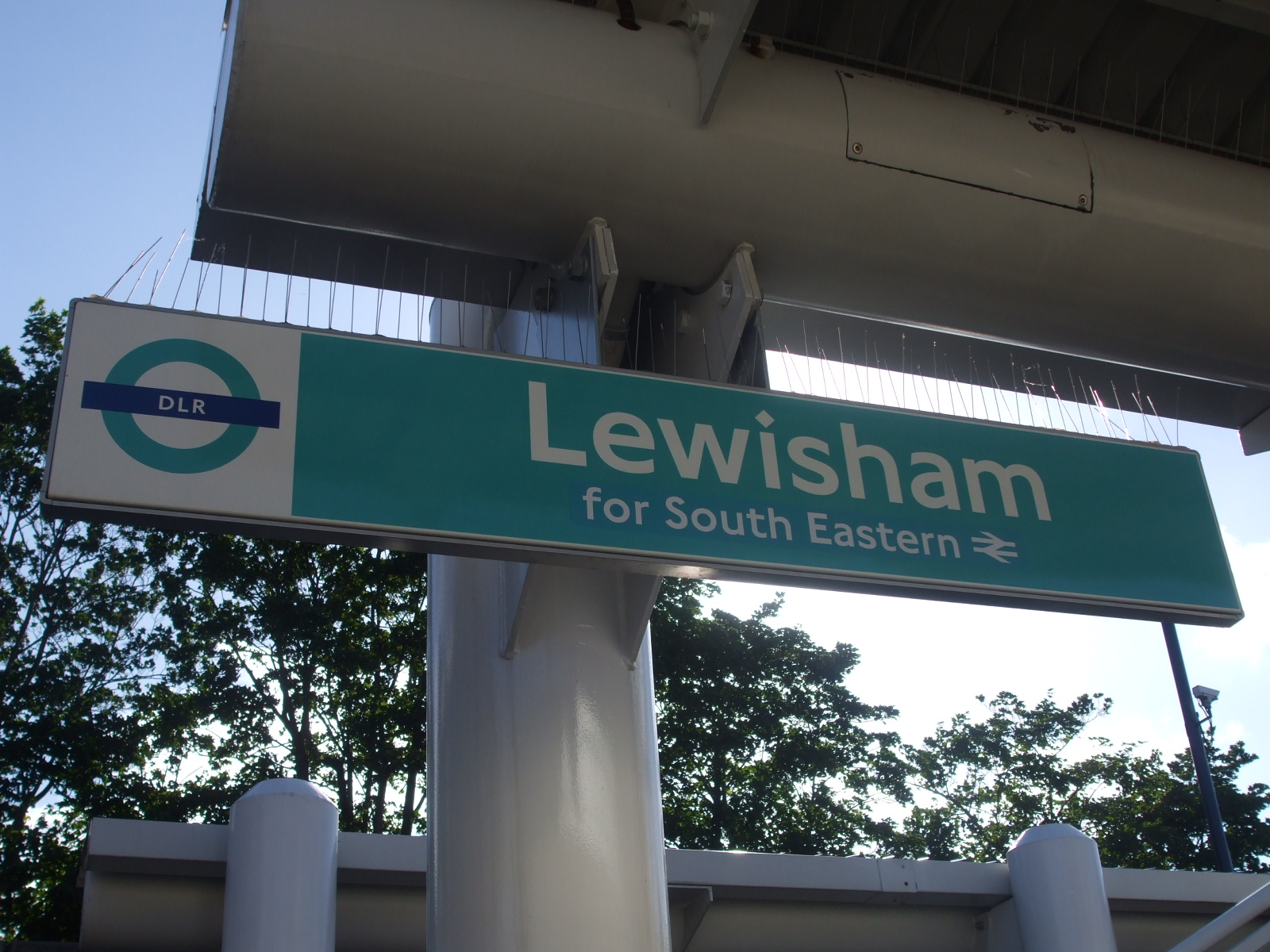
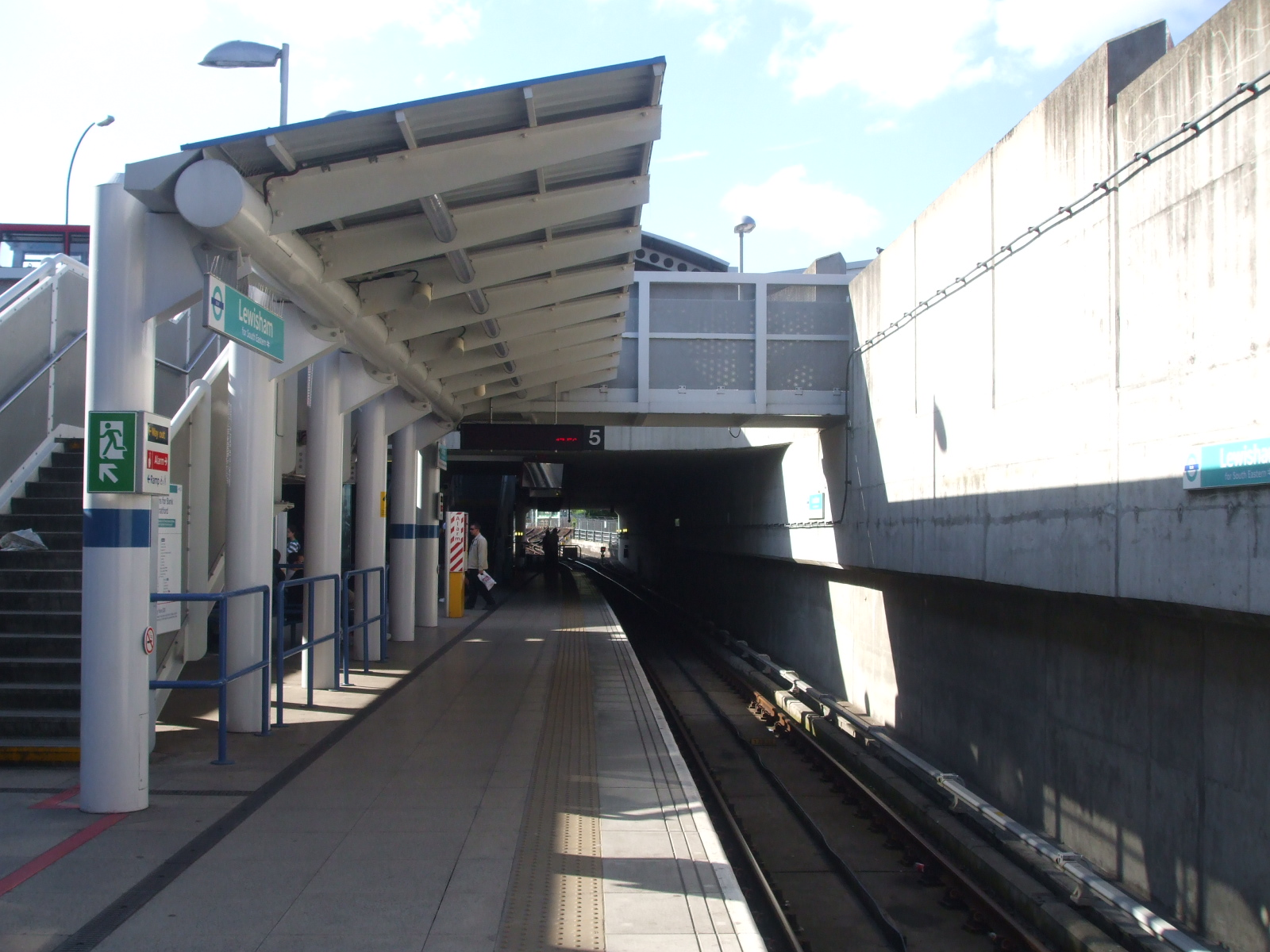
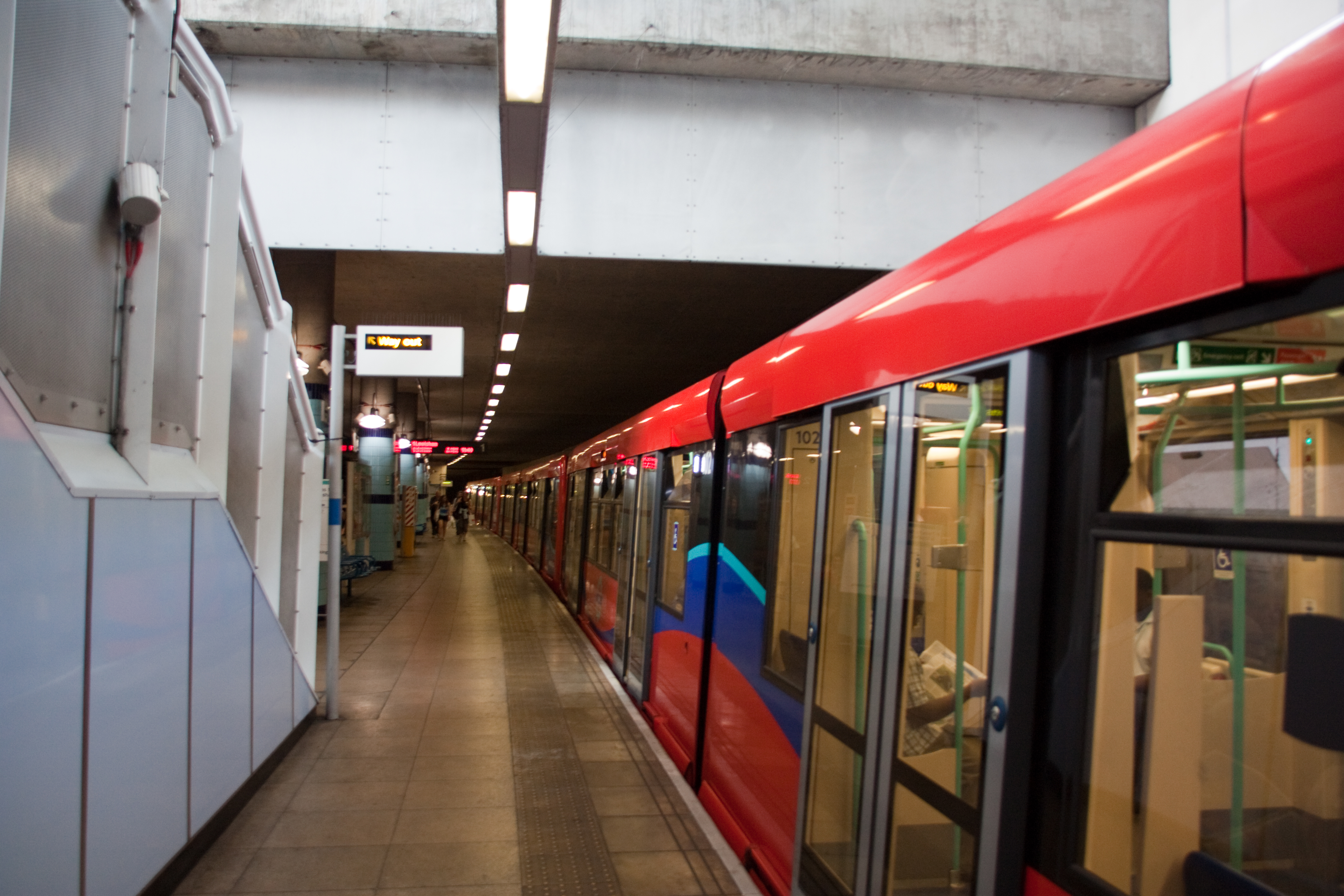

### Intermodalité
La station est desservie par les Autobus de Londres des lignes : 21, 47, 75, 89, 108, 136, 178, 181, 185, 199, 208, 261, 284, 321, 436, 484, 621, N21, N89, N136, N199, P4.

## À proximité
- Lewisham